# Viñales (Pinar del Río)
Viñales es un municipio cubano de la provincia de Pinar del Río. Compuesto por siete consejos populares, tiene una población de 28 720 habitantes. En el entorno se encuentra el Valle de Viñales, declarado Patrimonio de la Humanidad.

## Historia
Antes de la llegada de los europeos, estaba habitada por población taína. La zona fue colonizada a comienzos del siglo XIX por cultivadores de tabaco de las islas Canarias, que se asentaron en la región de Vuelta Abajo. El primer asentamiento en Viñales está documentado en 1871, en forma de una pertenencia de una hacienda de Andrés Hernández Ramos. El pueblo fue establecido en 1878 como una comunidad típica, con la iglesia, la escuela, el hospital y el parque.

## Núcleos de población
Actualmente el municipio está dividido en siete consejos populares:
| Consejo Popular    | Población (2011) | Área (km²) |
| ------------------ | ---------------- | ---------- |
| Viñales            | 8 432            | 28.00      |
| Puerto Esperanza   | 6 759            | 62.00      |
| República de Chile | 3 487            | 119.00     |
| San Cayetano       | 2 935            | 108.00     |
| Los Jazmines       | 1 255            | 108.00     |
| El Moncada         | 1 555            | 73.00      |
| San Vicente        | 2 192            | 144.00     |
| Total              | 26 615           | 642.00     |

## Economía
Viñales es un área agrícola, donde se cosechan frutas, verduras, café y especialmente tabaco crecido por métodos tradicionales, la pesca es también una parte importante de la economía del área.

### Turismo
El turismo se multiplicó en el Valle de Viñales. El área fue seleccionada para ser protegida por la constitución, desde febrero de 1976; y declarada Monumento Nacional en octubre de 1978. El Valle de Viñales fue agregado por UNESCO a su lista de Patrimonio Mundial de la Humanidad en noviembre de 1999, por el paisaje sobresaliente de karst y agricultura tradicional así como arquitectura vernácula, las artes y la música. Las atracciones en Viñales incluyen el Mural de la Prehistoria, el Museo Municipal, Casa de Caridad Jardines Botánicos, Museo Paleontológico, El Palenque de los Cimarrones, el pueblo de Los Acuáticos  y las cercanas cuevas «Cueva del Indio, Cueva de José Miguel, Cueva de Santo Tomás» que fueron refugios para esclavos fugitivos, en Valle de Viñales, dentro del parque nacional de Viñales. 
Hay también una cueva que duplica a un club nocturno. Los detalles de las Casas «residencias privadas que han sido hechas a la medida y han sido licenciadas para operar como pensión» ofertan alojamientos a visitantes durante todo el año. Hay también tres hoteles situados a unos kilómetros fuera del pueblo, valorados con tres estrellas: La Ermita, Los Jazmines, y Rancho Horizontes San Vicente. El campismo "Dos Hermanas" comprende 54 cabañas disponibles a turistas, una piscina y un restaurante.

## Demografía
En el año 2017, el municipio de Viñales tenía una población estimada de 28,720 habitantes con un incremento de 0,63% por año y densidad de 38,5 habitantes por km². Cuenta con una extensión territorial de 704 km².

## Galería de imágenes

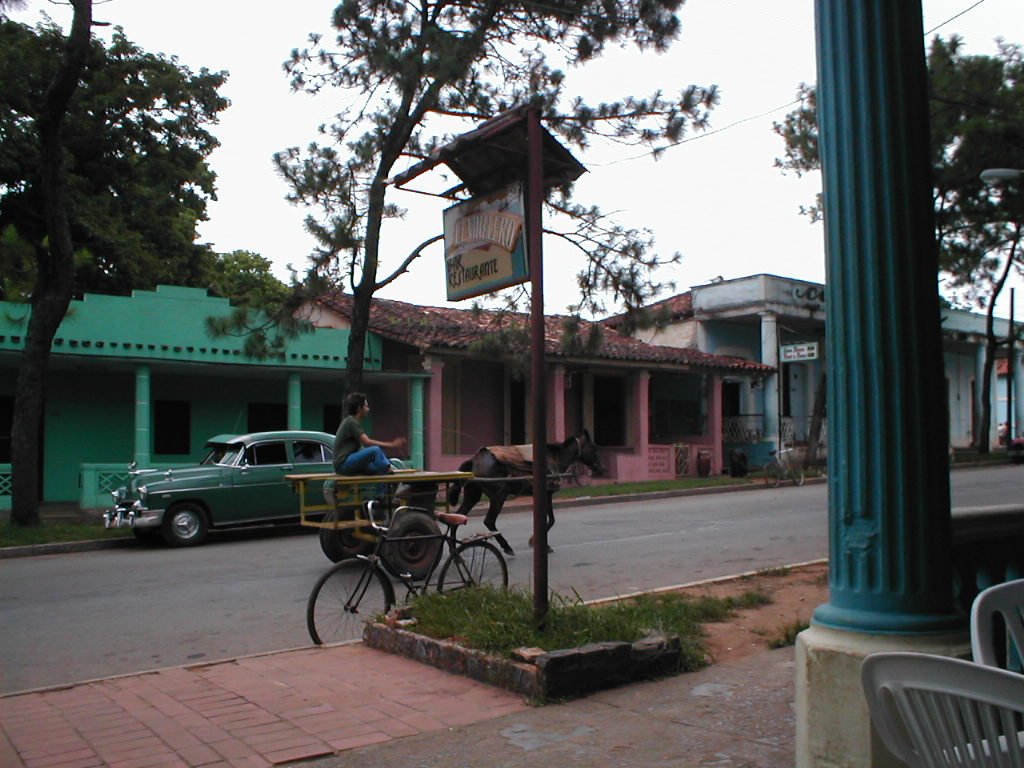
Pueblo de Viñales.
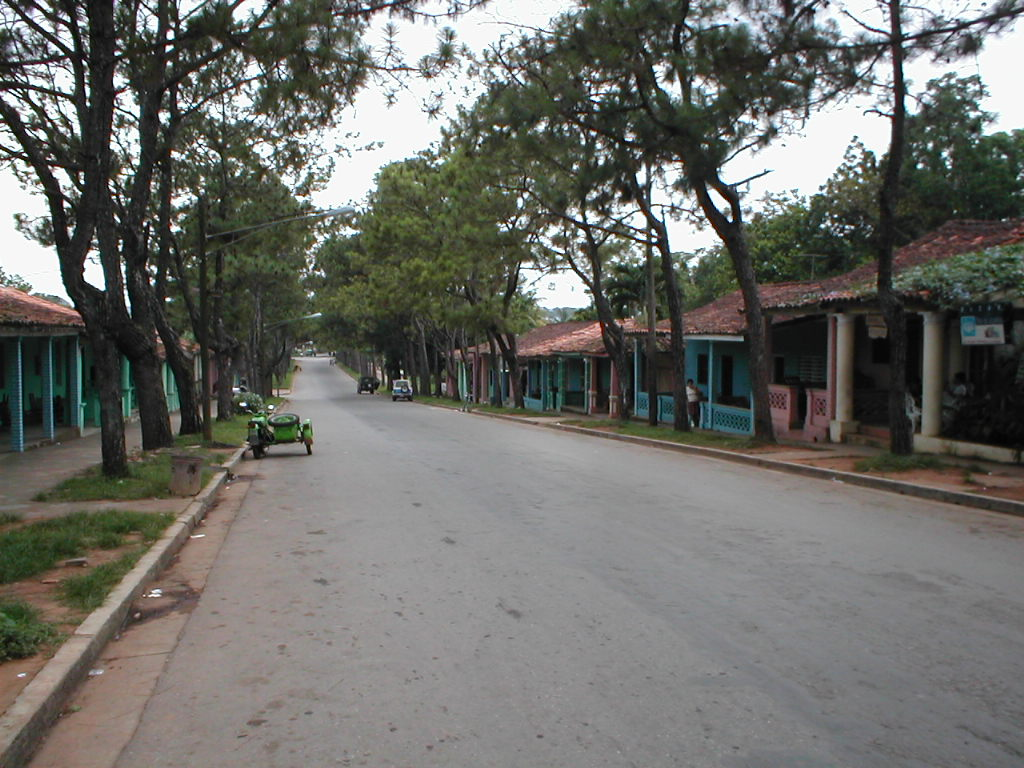
Pueblo de Viñales.
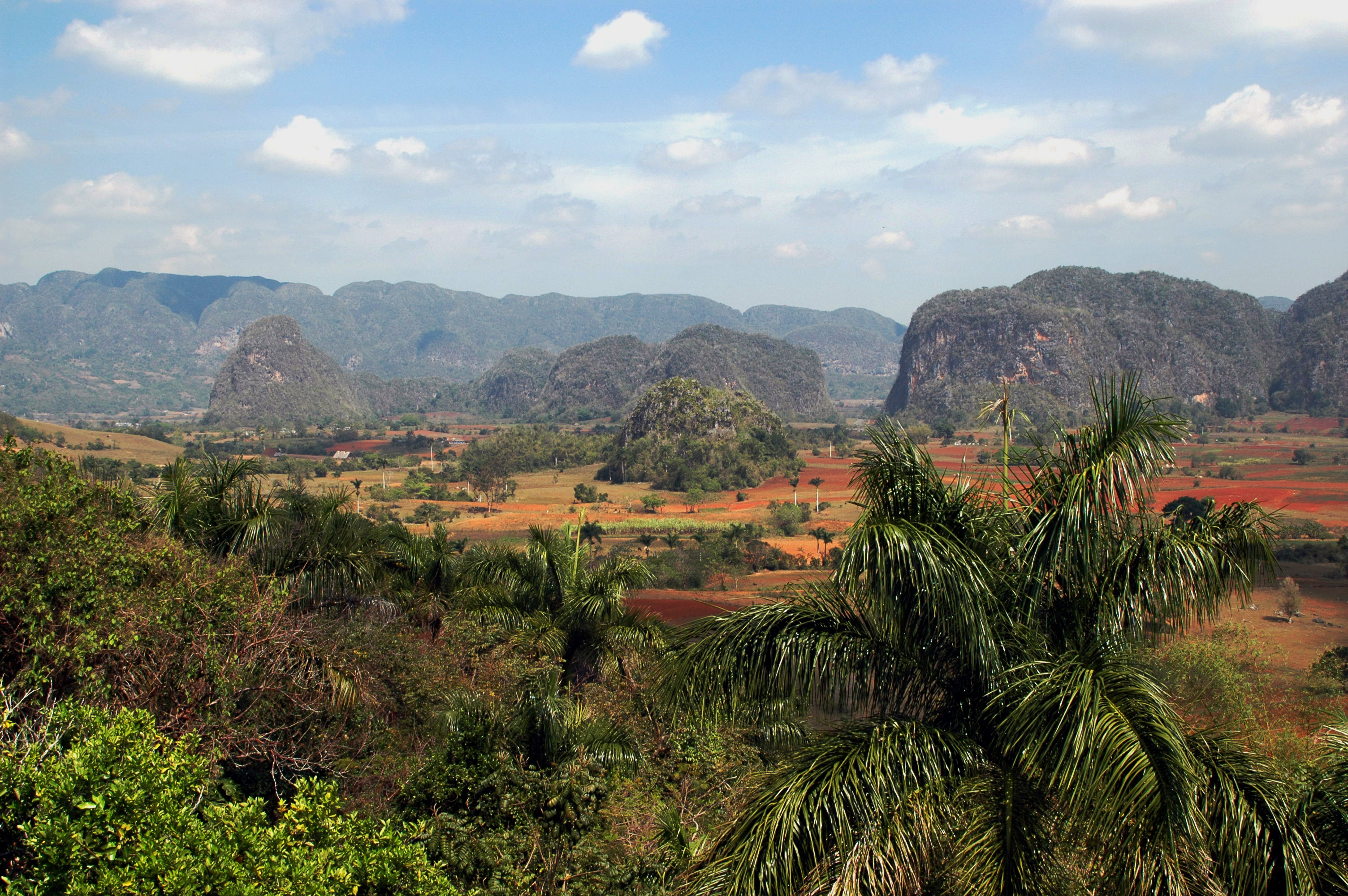
Mogotes del Valle de Viñales.
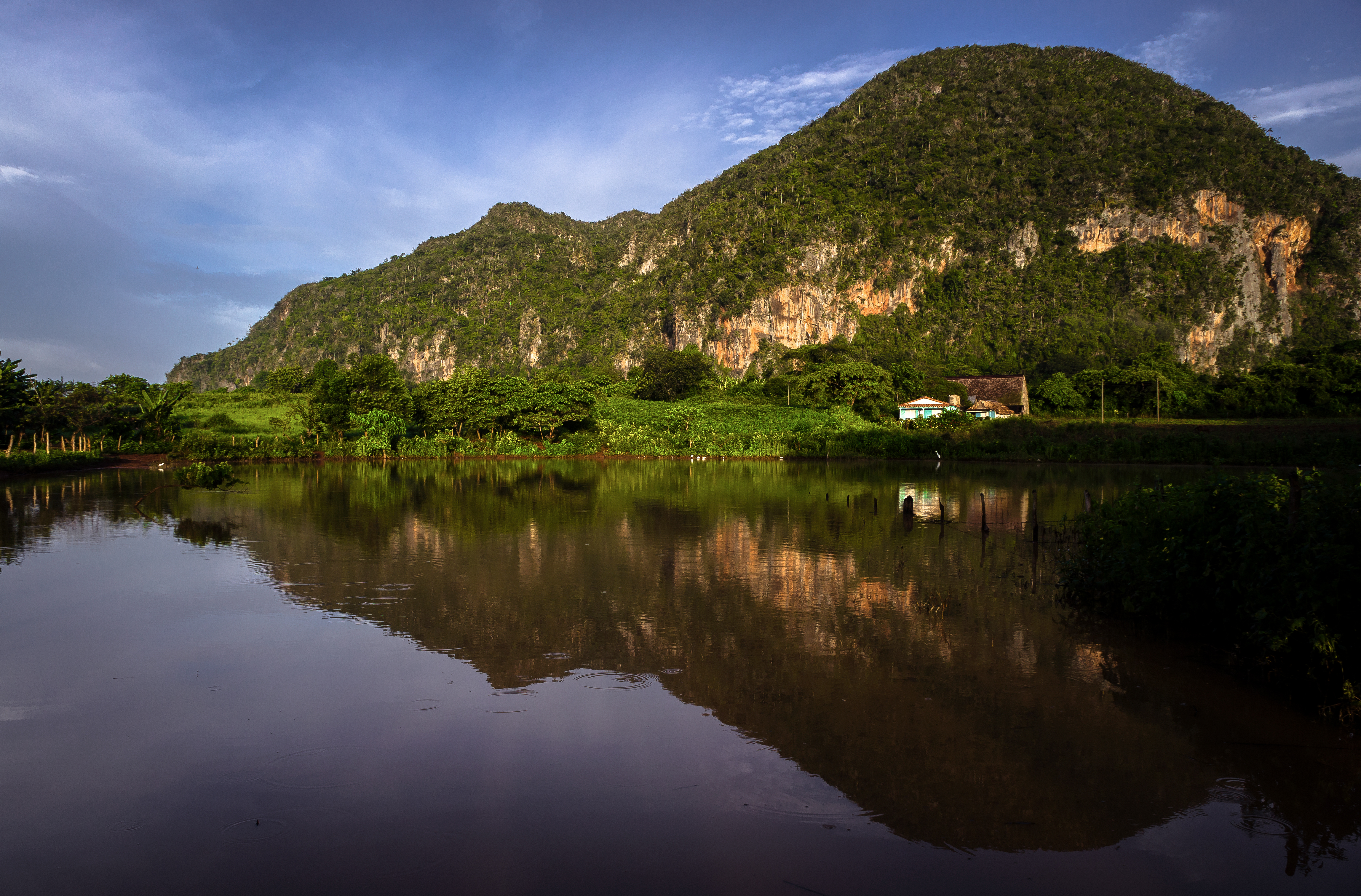
Vista de un lago junto a los mogotes, Valle de Viñales.